# روك ضد العنصرية

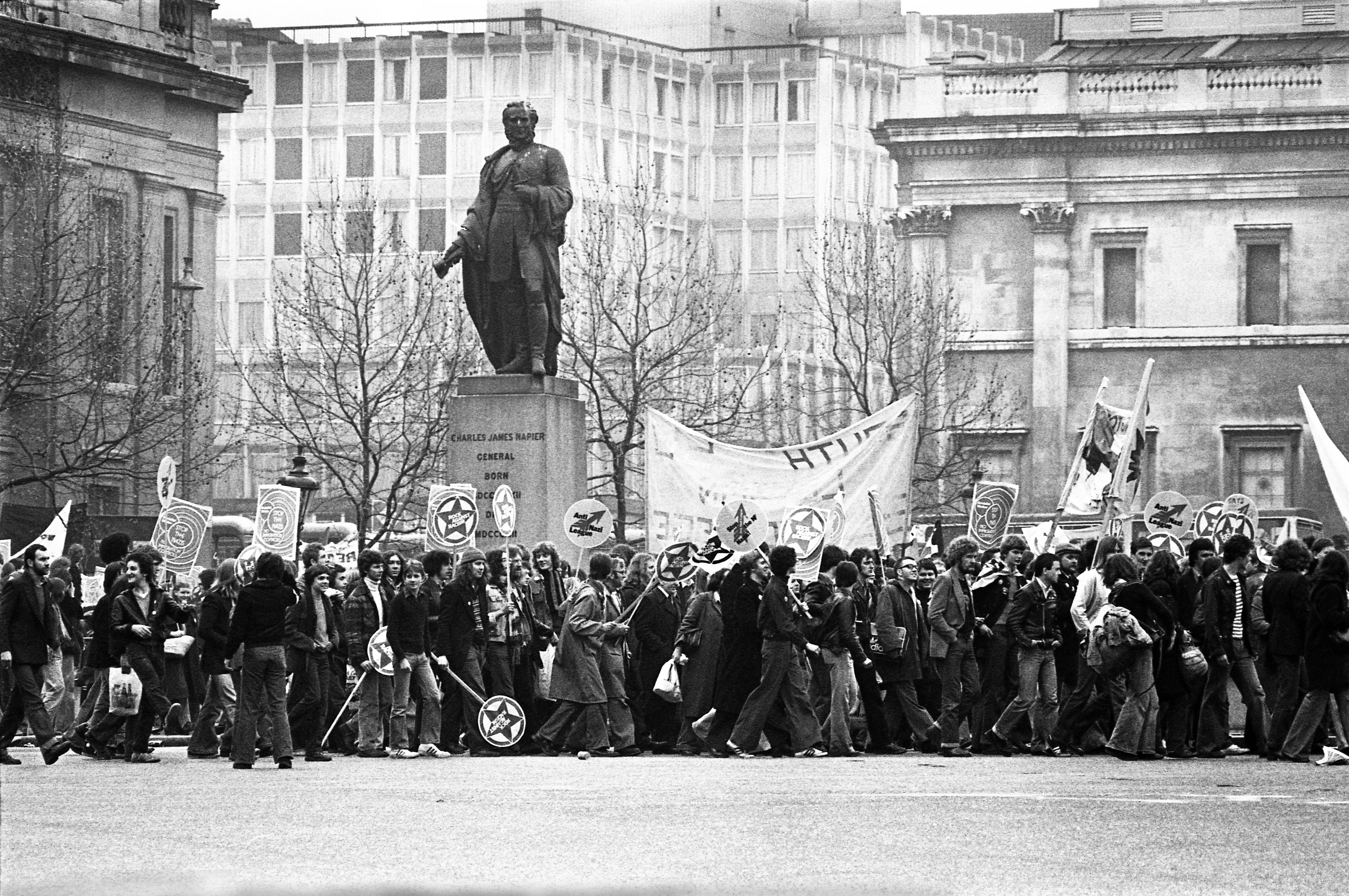
مسيرة لحركة "روك ضد العنصرية" في ساحة ترافالغار بلندن عام 1978

روك ضد العنصرية (بالإنجليزية: Rock Against Racism، واختصاراً: RAR) هي حركة سياسية وثقافية نشأت في المملكة المتحدة. يعود تاريخ ظهور حركة «روك ضد العنصرية» إلى عام 1976 حيث كانت ردة فعل على الزيادة في الهجمات العنصرية التي شهدتها البلاد حينذاك بالإضافة إلى الدعم المتزايد الذي حصل عليه حزب الجبهة الوطنية في صناديق الاقتراع حيث كان حزب الجبهة الوطنية من الأحزاب اليمينية المتطرفة البريطانية التي كانت تتبع الفكر النازي الجديد. عمل ناشطو حركة «روك ضد العنصرية» على تنظيم كرنفالات وجولات عدة على مستوى بريطانيا خلال الفترة الممتدة من عام 1976 حتى عام 1982. وكذلك أقاموا حفلات موسيقية محلية توعوية في جميع أنحاء البلاد. كان من شأن حركة الروك ضد العنصرية أن جمعت عشاق الموسيقى مع بعضهم البعض سواء أكانوا من البيض والسود على حد سواء وبذلك فقد أبعدت الشباب عن الانسياق وراء الأفكار العنصرية. ينتمي الموسيقيون في الحركة إلى جميع أنواع الموسيقى الشعبية وينعكس هذا في أحد الشعارات التي استخدمها الحركة وهو «ريغي وسول وروك أند رول وجاز وفانك وبانك». كان من بين الأسباب التي قادت إلى ظهور الحركة هو أنها كانت رداً على التصريحات العنصرية التي أطلقها موسيقيون مشاهير في مجال موسيقى الروك.

## لمحة تاريخية
بالأصل كان «روك ضد العنصرية» عبارة عن الاسم الذي أطلق على حفلة موسيقية مناهضة للعنصرية أقيمت في المملكة المتحدة عام 1976، والتي كان قد نظمها كل من ريد سوندرز وروجر هودل وجو ريفورد وبيت برونو وآخرون. ووفقاً لروجر هودل فقد ظلت هذه الحفلة مجرد فكرة دون تبلور حتى شهر أغسطس من عام 1976 حين عبَّر عازف الإيتار ومغني الروك الشهير إريك كلابتون وهو ثمل خلالة حفلة في برمنغهام عن دعمه للوزير السابق من حزب المحافظين إينوك باول والذي اشتهر بخطاب «أنهر الدماء» المناهض للهجرة. أخبر كلابتون الجمهور أن إنجلترا أصبحت تغصّ بالناس وأن عليهم التصويت لباول حتى يمنعوا تحول بريطانيا إلى ما سمّاه «مستعمرة سوداء». كما قال للجمهور أن على بريطانيا إخراج الأجانب مستخدماً إهانات عنصرية، وبعدها هتف شعار حزب الجبهة الوطنية «أبقوا بريطانيا بيضاء» مراراً. بادر كل من سوندرز وريفورد وبرونو الذين كانوا حينها أعضاء في إحدى الفرق المسرحية السياسية ومعهم هودل بالرد حيث بعثوا برسالة إلى مجلة «إن إم إي» الموسيقية مبدين معارضتهم لتصريحات كلابتون. وأدعوا في الرسالة أن إحدى أولى أغاني كلابتون الناجحة كانت أغنية «آي شات ذا شيرف» بمعنى «أنا قتلت الشَّريف» لبوب مارلي قائلين «هلُمّ يا إريك... اعترف بخطأك. إن نصف موسيقاك سوداء... من قتل الشريف يا إريك؟ من المؤكد تماماً أنك لست الفاعل!». ودعوا الناس في نهاية الرسالة إلى مساعدتهم في تشكيل حركة تدعى «روك ضد العنصرية». وبالفعل فقد تلقوا مئات الرسائل من معجبين أقروا بالنفاق في الأمر وأرادوا الاحتفاء بالجذور السوداء للموسيقى التي أحبوها.

## وصلات خارجية
- أربعون عاماً على حركة روك ضد العنصرية نسخة محفوظة 6 مايو 2017 على موقع واي باك مشين. (بالإنجليزية)